# José de Camargo Pimentel
José de Camargo Pimentel foi um sertanista do Brasil colonial.
Paulista morto em 1705, um dos onze filhos do Capitão Marcelino de Camargo, juiz ordinário em São Paulo em 1646, morto em 1676; o qual casara em 1639 com Mécia Ferreira Pimental de Távora, morta por sua vez em São Paulo em 1712, filha de João Ferreira Pimentel de Távora e Maria Ribeira. Mécia era neta paterna de Vicente da Rocha Pimentel, de justificada nobreza em Portugal, onde se tratava essa família à lei da nobreza, com criados, cavalos e armas, conforme justificação de nobilitate et puritate sanguinis obtida pela mesma Mécia, e de Maria Ferreira de Távora; era neta materna de Bartolomeu Bueno, o sevilhano, e Maria Pires.
Eram seus irmãos João de Lima de Camargo, Francisco de Camargo Pimentel, Pedro de Camargo Pimentel, Maria e Mécia. Outra irmã, Gabriela Ortiz de Camargo, morta em Nazaré em 1723, era casada com João Lopes de Lima, segundo Silva Leme, no Volume I página 373 de sua «Genealogia Paulistana».

## Guarda-Mor
Não podendo Bartolomeu Bueno de Siqueira atender à repartição das novas minas de ouro descobertas, Sebastião de Castro Caldas em 1695 nomeou José de Camargo Pimentel guarda-mor, e este imediatamente para lá partiu. Como nada pudesse fazer dada a desordem e tumulto dos primeiros mineiros, o historiador Diogo de Vasconcelos comenta: «limitou-se a fiscalizar e exigir os quintos reais, causando aos exploradores grande descontentamento e ficando rancorosamente suspeitado de mtos inimigos.»
Não é bem isso, porque Castro Caldas nomeara Carlos Pedroso da Silveira guarda-mor e Bartolomeu Bueno de Siqueira escrivão das Minas em 16 de dezembro de 1695. Como se impunha a criação de um estabelecimento de fundição num centro de trânsito para as Minas, criou-o em Taubaté nomeando Carlos Pedroso da Silveira, substituído na guarda-moria por José de Camargo Pimentel.
Artur de Sá e Meneses, o capitão-general da Repartição do Sul, não ficou contente com ele, pois em ofício ao Rei em 29 de abril, ainda do Rio, reproduzido em Diogo de Vasconcelos, «História Antiga de Minas Gerais», volume IV, afirma:
«Senhor. A conta que Sebastião de Castro Caldas deu a Vossa Majestade das minas de Taubaté, mais de cem 100 léguas, continuamente se vão descobrindo, como já tenho dado conta a Vossa Majestade em carta de maio; o ouro é excelentissimo e dizem os ourives que de 23 quilates; as diligências que achei o sobredito Sebastião de Castro Caldas yinha feito para a boa arrecadação foi ter criado um provedor em Taubaté e uma oficina; e agora fico cuidando se convém ao serviço de Vossa Majestade o conservar aquela oficina, pelas dúvidas que se me oferecem prejudiciais à boa arrecadação dos quintos; porém sobre este particular não tenho disposto nada contra o que Sebastião de Castro Caldas deixou ordenado porque quero ver primeiro o que a experiência me ensina, examinando este negócio maduramente; e nestas Minas tinha provido Sebastião de Castro Caldas um guarda-mor que é o ministro que reparte as datas aos mineiros e que tem o cuidado de cobrar o dinheiro que se dá pela que toca a Vossa Majestade, a qual se põe em praça, e como êste provimento foi sem conhecer o sujeito, o qual era incapaz a tal cargo pelo seu mau procedimento e tiranias que usava, e demais não dando conta nenhuma do que tocava a Vossa Majestade, roubando para si, o mandei depor do ofício e provi nele pessoa benemérita, que entrando pode servir bem a Vossa Majestade e mandei Ordem ao antigo guarda-mor, a quem chamam José de Camargo Pimentel que viesse logo dar conta das datas que pertenciam a Vossa Majestade; como não me tem chegado resposta dessas Ordens, ñ posso dar conta a Vossa Majestade com aquela individualidade que é justo. Vossa Majestade neste particular como nos mais mandará o que mais convier etc. Rio".
Esse péssimo conceito era resultado de informações apaixonadas, como em dezembro de 1699 se verificaria. Estaria assim Bartolomeu Bueno de Siqueira ainda entranhado nos matos de Pitangui. José de Camargo Pimentel era amigo de Carlos Pedroso da Silveira. Não se adivinha se teria José partido para seu distrito, mas inutilmente, pois a maneira por que corria o ouro nos ribeiros em forma de aluviões e de maneira impedido, que não se podia tirar senão à flor da agua e que por extenso todo o leito era cercado de florestas e entupido de penhascos e raizes, não tendo espaço para medições - os mineiros trabalhando em desordem e tumulto, indo e vindo por onde lhes parecia. O guarda-mor se limitara a fiscalizar e exigir os quintos reais, causando aos exploradores descontentamento, ficando suspeito dos inimigos. Até 1713 se desvendarão Tripui, Carmo, Gualacho, Ouro Preto, Paraopeba, Serro do Frio, rio das Velhas, Inficionado, Pitangui, Pará, Itatiaia, Catas Altas, Santa Bárbara, Prata, Brumado, Caeté, rio das Mortes, e outras mais, que constituiram o grande núcleo das Minas Gerais.

### Em 1699
Em 9 de dezembro de 1699 verificando a injustiça contra José de Camargo Pimentel, o governador Artur de Sá e Menezes, em São Paulo, aceitou suas justificativas e lhe concedeu a patente de alcaide-mor:
«Faço saber aos que esta minha provisão virem que tendo respeito ao merecimento, partes, nobreza que concorrem na pessoa do coronel José de Camargo Pimentel, sendo pessoa das mais nobres e principais famílias destas Capitanias, desejando ocasiões de empregar-se no serviço de Sua Majestade, a quem Deus guarde, e por esperar dele que em tudo o de que for encarregado, pertencente ao serviço real, se haverá mui conforme à confiança que faço de sua pessoa, dando favor ao provedor da oficina dos reais quintos para melhor se pagarem, fazendo respeitar as justiças e dar execução às Ordens Reais: Hei por bem fazer mercê nomear e prover, como pela presente nomeio e provejo ao dito coronel José de Camargo Pimentel no cargo de alcaide-mor desta Capitania de São Vicente e São Paulo, o qual cargo servirá havendo-o Sua Majestade assim por bem e o donatário não prover e com o dito cargo gozará de todas as honras», etc.
Assim, a 29 de dezembro o coronel deu preito e homenagem do cargo no Rio de Janeiro.

### Carta do Rei
Em 25 de janeiro de 1701 estava D. Pedro II de Portugal em Salvaterra quando escreveu uma Carta Régia a José de Camargo Pimentel:
«Eu El-Rei, vos envio muito saudar. O governador e capitão general dessa Capitania Artur de Sá e Menezes me fez presente o zelo e cuidado que mostraveis em tudo o que pertence ao meu serviço, procedendo em todos os particulares dele com grande atenção e pronta obediência às minhas ordens, de que recebi contentamento, e fio de vós que continueis e aumenteis de sorte a moderação de vosso bom procedimento que não só se justifiquem as vosssas ações, mas também fiquem com elas cobertos e esquecidos os erros de vossos primos defuntos, com que terei ocasião de folgar de vos fazer mercê em todas as que se oferecerem das vossas melhoras.»

### 1703
Ausente das minas pela grande fome, José voltou em 1703 ao arraial que se conhecia já como arraial dos Camargos para a exploração de sua data do Bom Sucesso, descobrindo com seus sobrinhos que nela se instalara Pascoal da Silva Guimarães, o novato de mais feliz estrela de Minas. Havia requerido a data, por estar despovoada, ao guarda-mor Domingos da Silva Bueno, e forte e poderoso, repeliu os Camargos à força; o resultado atraiu grande massa de gente que invadiu por completo a encosta da serra e deu logo em depósito incompreensível de ouro quase solto em vasta superfície, derramando-se com o tumulto tão grande quantidade que deu à serra o nome de Ouro Podre, inicio do progresso e do esplendor do povoado de Vila Rica, mais tarde, em 1705 ou, segundo outra versão, mesmo em 1704.
O que se sabe assim é que o alcaide-mor José de Camargo Pimentel, que residia nas cercanias de Pascoal da Silva, desgostoso com o procedimento hostil desse português infenso a todos os Paulistas, abandonou Ouro Preto e seguiu para o norte, encontrando o rio Piracicaba, cujas águas desceu até o sitio rico do futuro arraial de São Miguel.